# Харватова, Луция
Луция Харватова (чеш. Lucie Charvátová; род. 1 февраля 1993, Градец-Кралове, Восточночешский край) — чешская биатлонистка, призёр Чемпионата мира по биатлону 2020 года.

## Спортивная карьера
Свою спортивную карьеру Луция Харватова начала в лыжных гонках. В 2011 году она участвовала в Европейском юношеском олимпийском фестивале, но показала результаты во второй десятке. Спустя год она стартовала в гонках чемпионата мира среди юниоров по лыжным видам спорта в Эрзуруме, но показала лишь тридцать первый результат в коньковом спринте и 47 место 5-километровой классике.
В 2013 году спортсменка участвовала в чемпионате мира по лыжным видам в Валь-ди-Фьемме. В спринте классическим ходом Люция финишировала на 51 месте, а в эстафете чешская команда с её участием показала двенадцатый результат.
Не видя для себя перспективы роста в лыжных гонках в сезоне 2013/2014 чешка перешла в биатлон. Она дебютировала на международной арене в чемпионата мира по летнему биатлону среди юниоров в 2013 году и заняла 12 место в спринте и девятое в гонке преследования.
Дебют на Кубке мира состоялся в декабре 2013 во французском Анси. В спринте Харватова заняла только 70 место, а в эстафете вместе с подругами по команде показала 10 результат.
Летом 2014 года на втором в своей карьере чемпионате мира по летнему биатлону среди юниоров спортсменка отметилась первым призовым местом на международном соревновании, проводимом под эгидой IBU. В спринтерской гонке ей удалось завоевать серебряную медаль, проиграв лишь россиянке Кристине Ильченко.
Первые очки в Кубке мира 11 декабря 2015 года в Хохфильцене, когда внезапно для всех финишировала пятой в спринте, опередив при одинаковой стрельбе свою подругу по команде и лидера общего зачета Кубка мира Габриэлу Соукалову.

## Результаты

### Участие в Олимпийских играх
| Год  | Место проведения | Инд | Спр | Пр | МС | Эст | См |
| 2022 | Пекин            | 19  | 25  | 34 | 28 | 8   | —  |

### Участие в Чемпионатах мира
| Год  | Место проведения | Инд | Спр | Пр | МС | Эст | См | Осм |
| 2016 | ЧМ Хольменколлен | 45  | 33  | 18 | —  | 6   | —  | н/д |
| 2017 | ЧМ Хохфильцен    | 82  | 32  | 34 | —  | —   | —  | н/д |
| 2019 | ЧМ Эстерсунд     | —   | 71  | —  | —  | —   | —  | —   |
| 2020 | ЧМ Антхольц      | 46  | 3   | 42 | 29 | 4   | —  | —   |
| 2021 | ЧМ Поклюка       | 48  | 71  | —  | —  | 10  | 11 | —   |